# Військовий спостерігач
Військовий спостерігач (скор. MILOB з англ. Military Observer чи UNMO з англ. United Nations Military Observer військовий спостерігач ООН) — це військові, але неозброєні сили миротворців мирних місій Організації Об'єднаних Націй та інших міжнародних інституцій, таких як Організація з безпеки і співробітництва в Європі  (ОБСЄ), Африканського Союзу або нейтральних держав, місією яких є спостереження військової діяльності під час збройного конфлікту чи після укладення мирної угоди. Мета їх використання, зокрема, це контроль за дотриманням міжнародного гуманітарного права чи положеннями угоди про припинення вогню або мирних договорів з боку сторін конфлікту. Військові спостерігачі, за резолюціями Ради безпеки ООН направляються до районів воєнних конфліктів або бойових дій відряджаються для контролю виконання рішень про припинення вогню, дотримання умов перемир'я тощо. Також військові спостерігачі є різновидом військової делегації як спеціального військового представництва. Їх відряджають на військові навчання (маневри) збройних сил згідно із запрошенням іноземної держави або за рішенням міжнародних організацій.

## Діяльність
У діяльність військових спостерігачів входить спостереження та моніторинг пересування військ або озброєння, верифікація стану та розміщення військових формувань і підтримки зв'язку між різними сторонами в конфлікті, а також між миротворцями і сторонами конфлікту. Вони моніторять та реєструють випадки агресії і порушення угод про припинення вогню сторонами конфлікту. Інші важливі завдання включають опитування цивільного населення та спостереження за його гуманітарним становищем та допомога з вирішенням економічних та соціальних проблем населення (налагодження постачання харчування та ін.), а також реєстрація та оформлення звітів з своїми зауваженнями до управління місії або в штаб-квартиру Організації Об'єднаних Націй. Військові спостерігачі насправді вважаються «очима і вухами» Ради Безпеки ООН в кожній з миротворчих місій. При використанні, вони носять форму армії своєї країни, доповненої при необхідності блакитними беретами чи касками миротворців ООН, жовтими беретами військових спостерігачів від ОБСЄ або зеленими беретами миротворців Африканського союзу.

## ООН
ООН залучає військових спостерігачів в усі свої миротворчі місії. Станом на 31 березня 2014 починаючи з 1948 року в миротворчих місіях ООН загинули 87 військових спостерігачів; 82 в рамках дій Департаменту ООН з операцій підтримання миру і 5 військових спостерігачів з інших місій ООН з підтримання миру. Близько чверті з них загинули на Близькому Сході, багатьох було страчено та піддано жахливим тортурам перед стратою.

## ОБСЄ
Група високорівневого планування (HLPG, англ. High-Level Planning Group) ОБСЄ яка була створена відповідно до рішення Будапештського саміту глав держав і урядів державами-учасниками ОБСЄ в 1994 році, з метою посилення переговорів в Нагірно-Карабаському конфлікті розробила концепцію для багатонаціональних миротворчих сил ОБСЄ, які можуть бути розгорнуті в районі конфліктів. Це поняття охоплює чотири варіанти, три з яких являють собою суміш збройних миротворчих сил і неозброєних військових спостерігачів і четвертий — є місією неозброєних військових спостерігачів.

## Україна

### Військові спостерігачі ОБСЄ в Україні (2014)
На початку березня 2014 року ОБСЄ відреагувало на запит Кабінету Міністрів України і надіслало місію з цивільних та неозброєних військових спостерігачів в Крим. Однак внаслідок збройного опору сепаратистів та окупаційних військ Росії, а згодом i дипломатичного тиску Росії, туди вони так і не потрапили
Місія ОБСЄ з цивільних спостерігачів продовжила працювати в Україні в березні-квітні 2014 року на сході та півдні України.
В 2014 року сепаратистами в Слов'янську були захоплені разом з працівниками СБУ України також кілька військових спостерігачів, яких сепаратисти оголосили «шпигунами НАТО» та військовополоненими. МЗС України назвало їх військовими спостерігачами ОБСЄ, однак пізніше ОБСЄ офіційно спростувало це повідомлення, і вказало, що йдеться про спостерігачів військової верифікаційної місії під егідою Організації з безпеки і співробітництва в Європі (ОБСЄ), а не про звичайних спостерігачів. Візит відбувався за ініціативою України відповідно до статті ІІІ Віденського документа 2011 року, яка передбачає добровільне запрошення військових інспекторів з країн учасників ОБСЄ для розсіювання підозр з приводу незвичайної військової діяльності.

### Військові спостерігачі в Україні (2014)
В кінці липня 2014 видання DutchNews з посиланням на міністерство оборони країни повідомило, що Нідерланди направили свого військового спостерігача в зону антитерористичної операції на сході України неподалік місця падіння малайзійського лайнера - там знаходяться уламки збитого російськими диверсантами  літака Boeing 777 та ймовірно ще не знайдені фрагменти тіл жертв

### Українські військові спостерігачі
Військовослужбовці Збройних Сил України з 1992 року регулярно залучаються до операцій ООН з підтримання миру і безпеки в багатьох країнах світу (в складі місій ООН у Конго, Ліберії, Ефіопії, Судані та на Північному Кавказі). Також велика кількість спостерігачів брала участь в спеціальних, гуманітарних та інших місіях разом з контингентом ЗСУ під егідою ОБСЄ і НАТО. Загалом в цих операціях взяли участь понад 330 військовиків з України.

### Підготовка військових спостерігачів ООН в Україні
В 2007 році центр підготовки офіцерів для багатонаціональних штабів Національної академії оборони України отримав сертифікат та право підготовки миротворчого персоналу країн-членів ООН за фахом “Військовий спостерігач ООН” для участі у міжнародних миротворчих операціях. Україна першою з країн колишнього СРСР отримала такий сертифікат.  Щорічно кілька десятків офіцерів ЗСУ проходять практичні та теоретичні етапи підготовки на курсах військових спостерігачів Організації Об’єднаних Націй і після здачі іспитів, отримують сертифікати, що дають право виконувати обов’язки у складі миротворчих місій ООН з врегулювання обстановки у зонах воєнних конфліктів. 